# Lili Epply

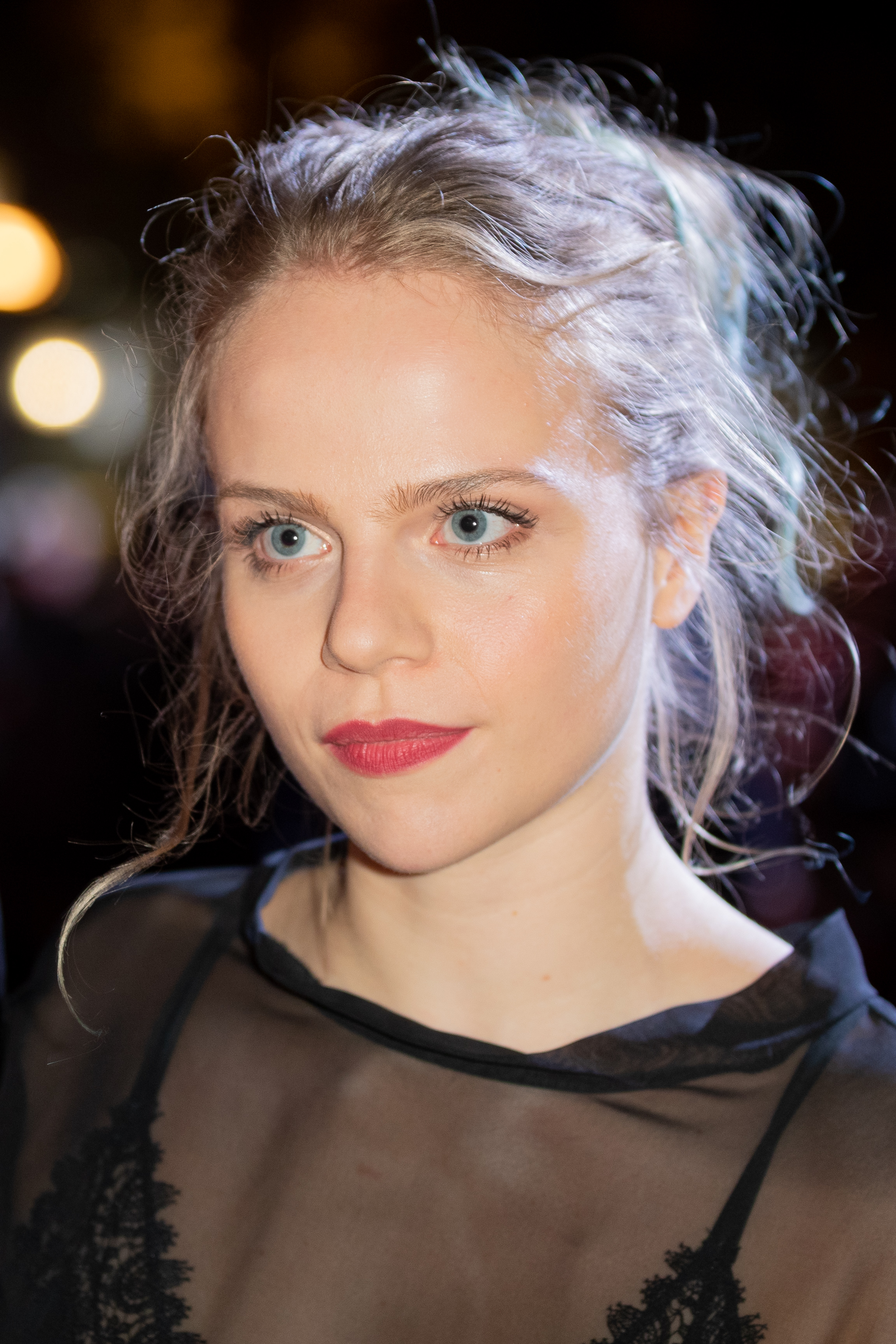
Lili Epply, 2019

Lili Epply (* 1995 in Wien) ist eine österreichische Schauspielerin.

## Leben
Lili Epply wollte zunächst Tänzerin werden, absolvierte daher eine Ausbildung an der Ballettschule Wiener Staatsoper und besuchte den Tanzzweig am Gymnasium. Im Alter von fünfzehn Jahren begann sie mit dem Schauspiel, unter anderem war sie an der Jungen Burg am Wiener Burgtheater 2012 als Zoe in Rasender Stillstand und 2013 als Laura in Wiener Brut 4.0 von Renate Aichinger zu sehen.

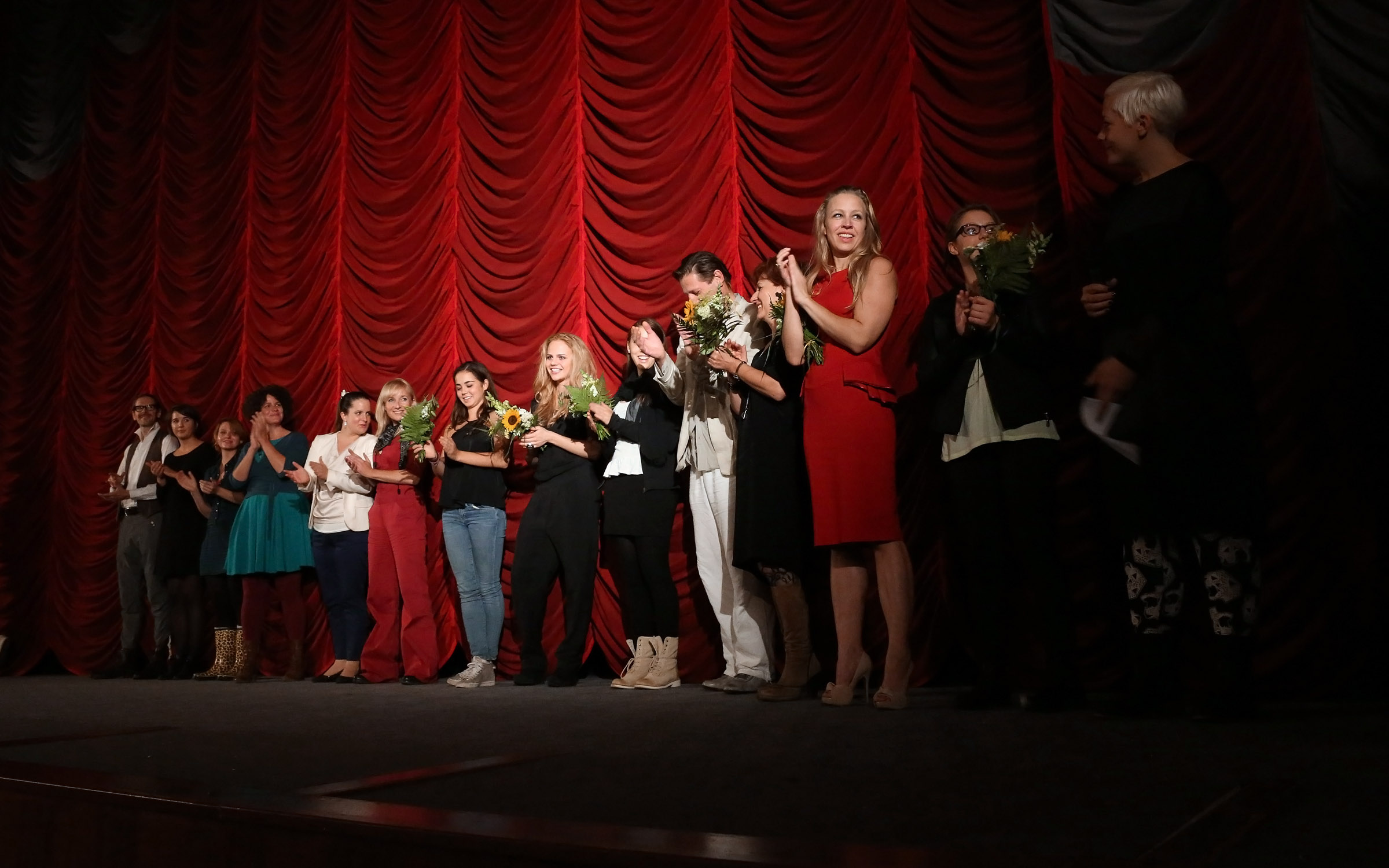
Lili Epply (Mitte) bei der Wien-Premiere von Talea (2013)

Ihr Filmdebüt hatte sie 2013 in Talea von Regisseurin Katharina Mückstein. Von 2014 bis 2018 studierte sie am Salzburger Mozarteum Schauspiel.
2015 war sie am Residenztheater München im Stück Die Netzwelt von Jennifer Haley und in der Titelrolle der Jungfrau von Orleans am Salzburger Theater im Kunstquartier zu sehen. Außerdem stand sie für den Film James Bond 007: Spectre als Snowboarderin sowie für den Historien-Fernsehfilm Maximilian – Das Spiel von Macht und Liebe von Regisseur Andreas Prochaska, in dem sie die Geliebte Maximilians verkörperte, vor der Kamera.
In Mein Fleisch und Blut hatte sie 2016 an der Seite von Ursula Strauss und Andreas Kiendl eine der Hauptrollen, außerdem drehte sie 2016 für die fünfte Staffel der ORF-Serie Schnell ermittelt, wo sie die Rolle der Anna Moser, der Freundin von Jan Schnell, dargestellt von Simon Morzé, verkörperte. 2017 war sie im Filmdrama  Krieg (Alternativtitel: Fremder Feind) mit Ulrich Matthes als Arnold Stein in der Rolle der Sandra, der Exfreundin seines bei einem Einsatz in Afghanistan getöteten Sohnes, zu sehen.
Im März 2018 spielte sie am Wiener Schauspielhaus in der Uraufführung von Mitwisser von Enis Maci. Im Sommer 2018 stand sie für Dreharbeiten zum vierten Teil der Ostwind-Reihe (Aris Ankunft) vor der Kamera, in dem sie die Rolle der Isabell Herburg spielt. In der Saison 2018/19 spielte sie am Landestheater Niederösterreich die Rolle der Shen Te in Der gute Mensch von Sezuan. Anfang 2019 drehte sie unter der Regie von Nikolaus Leytner an der Seite von Juergen Maurer das ORF/BR-Drama Südpol, in dem sie im titelgebenden Lokal die schwangere Kellnerin Ella spielt, die als Geisel genommen wird. Am Vestibül des Wiener Burgtheaters feierte sie im Mai 2019 im Stück Ich rufe meine Brüder von Jonas Hassen Khemiri an der Seite von Alina Fritsch Premiere. In der Sky-Serie Souls übernahm sie 2021 neben Brigitte Hobmeier und Julia Koschitz eine der Hauptrollen als Linn.
Seit der Spielzeit 2021/22 ist sie Teil des Berliner Ensembles, wo sie im Oktober 2021 als Abigail Williams in Arthur Millers Hexenjagd Premiere feierte. Im Februar 2022 war sie dort mit dem Monolog Möwe unter Mitwirkung der Autorin Anne Kulbatzki und unter der Regie von Sarah Viktoria Frick zu sehen. Im Jänner 2024 spielte sie in Sartres Die schmutzigen Hände die Rolle der Jessica in einer Inszenierung von Mateja Koležnik.

## Auszeichnungen und Nominierungen (Auswahl)
- Romyverleihung 2019 – Nominierung in der Kategorie Bester Nachwuchs weiblich[19]

## Filmografie (Auswahl)
- 2013: Talea
- 2015: James Bond 007: Spectre
- 2015: SOKO Wien – Ausgebremst
- 2015: Tatort: Grenzfall
- 2016: Mein Fleisch und Blut
- 2016: Das Sacher
- 2017: Maximilian – Das Spiel von Macht und Liebe (Fernsehdreiteiler)
- 2017–2018: Schnell ermittelt
- 2017: Krieg (Fremder Feind)
- 2017: Die Freibadclique
- 2018: Erik & Erika
- 2019: Ostwind – Aris Ankunft
- 2019: Südpol
- 2021: Tatort: Verschwörung (Fernsehreihe)
- 2022: Souls (Fernsehserie)